# Mizantropie
Mizantropia este definită drept o lipsă de încredere, dispreț, ură față de specia umană sau față de natura umană. Mizantropia înseamnă tendință de a evita societatea, de a se izola de lume. Uneori, mizantropia are un caracter relativ, echivalându-se cu neîncrederea în oameni și convingerea că elementele negative din structura umană până la urmă devin predominante. Etimologia termenului o găsim în limba greacă, în termenii μῖσος (misein, "ură") și ἄνθρωπος (antropos, "om", "uman").

## Gândirea occidentală

### Literatură
Mizantropia a fost asociată cu anumiți scriitori de satire, precum William S. Gilbert (en: I hate my fellow-man) și William Shakespeare (Timon din Atena). Jonathan Swift este considerat și el ca fiind mizantrop, datorită unor lucrări precum A Table of a Tub și Cartea a IV-a din Călătoriile lui Guliver. Caracterul creat de francezul Molière, Alceste, în Mizantropul, afirma:  
| Engleza artistică | Interpretarea românească |
| „My hate is general, I detest all men; Some because they are wicked and do evil, Others because they tolerate the wicked, Refusing them the active vigorous scorn Which vice should stimulate in virtuous minds”. | Ura mea e pretutindeni, detest pe toți; Pe unii din cauză că sunt răi și fac răul, Pe alții din cauză că tolerează pe cei răi, Refuzându-le disprețul viguros și atât de necesar, Viciu care ar stimula în mințile virtuoase. |
| --- | --- |

### Filozofie
În filosofia occidentală, mizantropia a fost asociată cu izolarea față de societate. În dialogul Phedon, de Platon, Socrate definește mizantropia astfel: "[...] mizantropia pătrunde în noi din încredere excesivă și naivă acordată unui om pe care ni-l închipuim absolut sincer, necorupt și leal, pentru a descoperi apoi și curînd că este un om corupt și nevrednic de încrederea noastră". Mizantropia este ulterior prezentată ca rezultatul unor așteptări dezamăgitoare sau chiar a unui optimism naiv. Platon exprimă ideea că arta îl va ajuta pe mizantrop să recunoască faptul că majoritatea oamenilor se află între bine și rău. Artistotel urmează un plan ontologic: mizantropul, fiind om solitar, nu este om, ci trebuie să fie bestie sau zeu; această credință va redenumi mizantropul sub numele de „starea bestiei”. Este important să existe o distincție clară între pesimismul filosofic și mizantropie. 
Immanuel Kant afirma că ura față de umanitate poate îmbrăca două forme: aversiune față de oameni sau ostilitate față de aceștia. Condiția poate să apăra fie din dispreț, fie din voință bolnavă, însă unele din expresiile sale sunt greșit legate de conceptul de mizantropie. Un alt exemplu incorect de mizantropie este citatul Hell is other people (ro: "Iadul sunt ceilalți"), scris de Jean Paul Sartre. Formularea acestuia pare să exprime ideea de dispreț, însă Sartre s-ar fi putut referi la felul în care restul societății ne privește, în calitate de simpli indivizi. Faptul că filosoful francez nu era o persoană impunătoare și că nu putea controla ceea ce societatea putea judeca a reprezentat o mare problemă pentru acesta. „Iadul sunt ceilalți” poate reprezenta conștiința de sine, care încearcă să scape de chinul prejudecăților.
Filosoful german Arthur Schopenhauer, pe de altă parte (influent pentru scrierile lui Friedrich Nietzsche), a fost un faimos mizantrop, cunoscut inclusiv pentru poziția sa antinatalistă. Acesta afirmă că „existenta umană trebuie să fie o eroare”. Trebuie să menționam însă că mizantropia nu este echivalentul unui comportament inuman față de umanitate. Schopenhauer a concluzionat că tratamentul etic a celorlalți este cea mai bună soluție, toți fiind suferinzi și sclavi ai aceleiași voințe de a trăi; de asemenea, a discutat și despre sinucidere, într-o perioadă în care problema era un subiect tabu.

## Gândirea persană
În filosofia târzie și cea pre-islamică, anumiți gânditori precum Ibn al-Rawandi, un sceptic al islamului, și Muhammad ibn Zakariya ar-Razi au exprimat credințe mizantrope. În filozofiile iudeo-islamice, filosoful iudeu Saadia Gaon folosește ideea platonică care susține că omul izolat este dezumanizat de asocialitate, pentru a argumenta împotriva mizantropiei ascetismului și a izolării.

## Vezi și
- Nihilism
- Arthur Schopenhauer
- Friedrich Nietzsche